# Dudley North
Sir Dudley North (født 16. maj 1641 død 31. december 1691) var en engelsk købmand og økonomisk forfatter. 
North var et merkantilt geni. I en ung alder blev han som ejer af handelsfaktorier i Konstantinopel og Smyrna en af
sin tidsalders mægtigste repræsentanter for Englands handel på Levanten. 
1680 vendte han, umådelig rig, tilbage til sin fødeby London, hvor han efterhånden blev sherif, generalkommissær for toldopkrævningen, medlem af parlamentet og administrator for krongodserne, og i alle disse stillinger virkede han for reformer. 
Hans navn er dog varigst knyttet til nationaløkonomiens historie og det kun ved en lille afhandling Discourses upon trade, hvis skæbne er lige så mærkelig som dens indhold. Den så lyset, endog i to udgaver, 1691, men forsvandt sporløst, idet forfatteren selv opkøbte alle de eksemplarer, han kunde overkomme, og tilintetgjorde dem. 
Først 1822 genfandt man bogen, og den blev nu og senere flere gange optrykt. North viser sig i denne bog som en forfatter, der helt har emanciperet sig fra sin tids merkantilistiske handelspolitik. 